# Marian Grabowski (polityk)
Marian Józef Grabowski (ur. 7 kwietnia 1897 w Królowej Niwie, zm. 4 września 1942 w Auschwitz-Birkenau) – polski samorządowiec, prezydent elekt Siedlec, radny miasta Siedlce z ramienia Polskiej Partii Socjalistycznej.

## Życiorys
Urodził się 7 kwietnia 1897 w osadzie Królowa Niwa koło Zbuczyna, jako syn Józefa Grabowskiego i Marianny z d. Pływacz. Został ochrzczony w kościele św. Stanisława w Zbuczynie. Kształcił się w Gimnazjum im. T. Radlińskiego w Siedlcach (późniejsze I Liceum Ogólnokształcące im. B. Prusa) oraz w Szkole Inżynierskiej im. H. Wawelberga i S. Rotwanda w Warszawie. W czasie I wojny światowej wraz z rodziną został ewakuowany w głąb Rosji. Działał w samorządzie Charkowa, a będąc w opozycji do bolszewików został przez nich aresztowany i uwięziony. Skazany na karę śmierci, ale ze względu na dużą popularność wśród robotników, został zwolniony. Do Polski powrócił w 1925.
Dyrektor Komunalnej Kasy Oszczędnościowej w Siedlcach, pracownik Zarządu Miejskiego, inicjator przebudowy i rozwoju Siedlec. Do jego zasług można zaliczyć m.in. wybudowanie osiedla robotniczego im. B. Limanowskiego w Siedlcach (stare domy przy obecnej ul. Daszyńskiego). Współorganizował Towarzystwo Uniwersytetu Robotniczego oraz Kasę Chorych. Działał w związkach zawodowych, współpracował ze Spółdzielnią Spożywców „Społem” oraz Kasą im. S. Stefczyka. Po światowym kryzysie gospodarczym w 1929 był inicjatorem robót publicznych, które w pewien sposób umożliwiały uzyskanie dochodów przez bezrobotnych i poprawę ich sytuacji bytowej.
Był radnym miejskim z ramienia Polskiej Partii Socjalistycznej, pełnił funkcję ławnika. W 1939 został wybrany na stanowisko prezydenta Siedlec. Wybuch II wojny światowej uniemożliwił mu objęcie funkcji. Po wkroczeniu wojsk sowieckich aresztowany i wywieziony na wschód. Zbiegł z transportu i wrócił do Siedlec. Włączył się w działalność konspiracyjną. Na polecenie władz podziemnych w styczniu 1940 objął stanowisko wiceburmistrza Siedlec.
Za działalność konspiracyjną został aresztowany i przywieziony do KL Auschwitz 6 kwietnia 1941 transportem z warszawskiego Pawiaka. W obozie został oznaczony numerem 12757. W Auschwitz działał w ruchu oporu więźniów. W dniu 4 września 1942 odnotowano jego zgon w obozie. Zgon stwierdził SS-Obersturmführer Johann Paul Kremer, akt zgonu wydał SS-Oberscharführer Walter Quakernack. Jako oficjalną przyczynę śmierci podano fleckfieber (dur plamisty).

## Upamiętnienie
Na Cmentarzu Centralnym w Siedlcach znajduje się jego symboliczny nagrobek. Uchwałą Rady Miasta Siedlce nr XXXIV/466/2008 z 30 października 2008 jego imieniem nazwano ulicę w Siedlcach, biegnącą od wiaduktu garwolińskiego wzdłuż torów w kierunku ulicy Warszawskiej.